# 187 Lamberta
Lamberta /læmˈbɜːrtə/ (định danh hành tinh vi hình: 187 Lamberta) là một tiểu hành tinh lớn và rất tối ở vành đai chính. Thành phần cấu tạo của nó gồm cacbonat nguyên thủy.
Ngày 11 tháng 4 năm 1878, nhà thiên văn học người Pháp gốc Corsican Jérôme E. Coggia phát hiện tiểu hành tinh Lamberta khi ông thực hiện quan sát tại Đài thiên văn Marseille và đặt tên nó theo tên nhà thiên văn học Johann H. Lambert. Đây là tiểu hành tinh thứ hai trong số năm tiểu hành tinh do ông phát hiện.